# Mount & Blade: With Fire & Sword
Mount & Blade: With Fire & Sword (укр. На коні й з мечем: Вогнем і мечем) — перше офіційне доповнення до однокористувацької рольової відеогри Mount & Blade, розроблене спільно київською студією SiCh Studio і продюсерським фондом Snowberry Connection. 
Основна відмінність доповнення «Mount & Blade. Вогнем і мечем» від оригінальної гри полягає в сетингу і сюжетній складовій. Дія гри розгортається не у вигаданому світі, а на території п'яти історичних держав Східної та Північної Європи в середині XVII століття, зокрема на території сучасної України.

## Ігровий процес

Головний герой зі своїм загоном у битві

### Фракції
У грі присутні п'ять держав-фракцій:
- Річ Посполита. На початку гри Речі Посполитої загрожують повсталі козаки із Запорожжя, яких необхідно приборкати. Крім того, Московське царство має віддати полякам захоплені у них спірні території, а Швеція, північний сильний противник і загроза, повинна бути знищена.
- Московське царство. У цій грі воно постає перед гравцем як країна, яка тільки що пройшла через ряд соціальних та економічних реформ, після яких цілий комплекс політичних, економічних і соціальних проблем залишився невирішеним. Внаслідок цього внутрішнє положення Московської держави на початку гри нестабільне і часто загрожує вилитися у народні бунти і повстання.
- Військо Запорозьке. Основним завданням запорозького козацтва на початку гри є створення сильної суверенної держави, яка могла б не боятися нападу ворога. Цієї мети можна досягти декількома способами — розпочавши війну за незалежність, повернувшись до складу Речі Посполитої або об'єднавшись з Московською державою.
- Кримське ханство. Позиції Кримського ханства на початку гри дуже міцні, а його роль у східноєвропейській політиці — одна з найбільш важливих. Однак татари не забувають про основного противника — козаків, а крім того, постійно конфліктують на кордонах з Московською державою.
- Королівство Швеція. Панування Швеції на морі визначає її зовнішню політику на початку гри: протистояння Московської держави в Балтійському регіоні з метою повністю відрізати його від будь-яких виходів до моря; зменшення впливу Польщі на Балтиці з можливістю подальшого підкорення країни і заняття польського престолу представником шведської династії; активна гра на східноєвропейському політичному театрі, пошук тимчасових або постійних союзників для реалізації двох вищевказаних стратегічних планів.

### Супутники
Супутників можна знайти у різних кабаках. Іноді супутники вимагають авансу, іноді — ні. Принаймні, вони повідають вам свою історію, завдяки якій вони тепер шукають загін, готовий взяти їх на службу. У всіх супутників є вороги. І лише у небагатьох є друзі. 

### Нововведення
- Вогнепальна зброя. У грі з'явилася вогнепальна зброя, повністю відповідна історичним прототипам, що використовувалися поляками, московитами, шведами і кримськими татарами в XVII столітті, крім технічних показників — сильно завищені точність і скорострільність, а кількість куль відновлюється після бою.
- Історичність гри. На відміну від оригінальної гри, «Mount & Blade. Вогнем і мечем» прив'язана до конкретної історичної епохи. У грі реконструюються будівлі, одяг, обладунки, зброя, типи військ XVII століття, а персонаж може зустрітися з відомими історичними постатями тієї епохи.
- Можливість стати правителем держави. У міру розвитку сюжету персонаж може стати царем московського царства, завдяки перевороту в державі, і почати брати участь в управлінні ним.
- Змінена система ведення облоги. Під час облоги гравцеві надана можливість руйнувати стіни фортеці чи замку. Також одне з нововведень це можливість отруювати воду в місті що дозволяє труїти тамтешній гарнізон.
- Внутрішня політика. У будь-якій державі може початися повстання, яке потім може перерости в громадянську війну.

### Бойова система

#### Зброя
У грі присутня зброя, властива історичній епосі:
- холодна: палаші, шпаги, шаблі, ятагани, дворучні мечі
- клевці, чекани, булави, перначі, кийки
- рубаюча: сокири, бердиші, алебарди
- древкова: прості і кавалерійські піки, списи, совни, коси, вила
- вогнепальна: карабіни, мушкети, пістолі, самопали
- луки
- метальні кинджали.

Будь-яким видом зброї можуть користуватися як піші, так і кінні бійці, однак різновиди однієї і тієї ж зброї, призначені для пішого або кінного бою, розрізняються за характеристиками: наприклад, карабіни і пістолі, якими користується кіннота, перезаряджаються швидше мушкетів у піхоти, але мають більш низьку влучність пострілу.
У грі також з'явилися гуляй-город під час боїв гравець чи лорд може побудувати кільце з возів, до яких швидко прикріплюються великі щити. Такий спосіб польового укриття широко використовувався козаками і московськими військами у війні проти кочівників.

#### Війська
Піхота в грі розділена на мушкетерів, основну вогневу силу, пікінерів, які прикривають стрільців від кінноти, і піхотинців у важких обладунках, озброєних дворучними мечами, котрі вміють розбивати пікейний стрій.
Кіннота також розділена на чотири типи:
- легка кіннота татар і козаків, озброєних шаблями,
- кінні стрільці, включаючи татарських і московських кінних лучників,
- драгуни і рейтари, основна зброя яких — пістолі та карабіни,
- важкі вершники на зразок польських крилатих гусарів, які як і раніше використовують таранний удар списом як основу тактики.

У грі також присутні наймані війська, які можна рекрутувати в містах, розташованих на території фракції гравця. У них входять такі види військ, як:
- мушкетери
- пікінери
- рейтари.

#### Облоги
У грі повністю змінена система облоги. Головна відмінність від оригіналу — відсутність облогових веж, також додані можливості підриву стіни міною та отруєння води у місті.

#### Бійки у кабаках
На відміну від оригіналу, в грі скасована арена і турніри. Тепер, якщо гравцеві потрібно побитися і отримати за це гроші, він повинен зайти в кабак (він тепер є в кожному місті й у кожній фортеці), знайти «відвідувача кабака» і вибрати одну з трьох фраз при розмові з ним, щоб заробити грошенят.

## Сюжет
Сюжет гри ділиться на три основні лінії — польську, українську (запорозьку) і московську (російську).
У польській гравцеві належить допомогти Речі Посполиті впоратися зі шведським вторгненням, відомим як «Потоп», потім придушити повстання Богдана Хмельницького і вирішити, якою державою стане Річ Посполита — «Республікою трьох народів» або самодержавною польською монархією.
Вибравши російську лінію, гравець зможе взяти участь у повстанні Степана Разіна і навіть захопити московський трон, наслідуючи приклад Лжедмитрія.
Запорозький сюжет присвячений стародавній сімейній таємниці володарів земель Малої Русі литовських князів Ольговичів, яку намагатимуться розкрити і литовський магнат Радзивілл, і шведський король, і московський цар, оскільки тому хто розгадає таємницю Ольговичів, судилося стати найбільшим правителем Європи.

## Оцінки і відгуки
| Агрегатор    | Оцінка    |
| ------------ | --------- |
| GameRankings | 66.94/100 |
| Metacritic   | 68/100    |

| Видання  | Оцінка |
| -------- | ------ |
| GameSpot | 7.5    |
| IGN      | 7.5/10 |

Доповнення «Вогнем і мечем» мало схвальні відгуки критиків і гравців. На агрегаторі Metacritic воно набрало оцінку в 68 балів зі 100 і на GameRankings 66.94 зі 100.
GameZone гру було оцінено в 7/10 з висновком: «Mount & Blade: With Fire and Sword є хорошою знахідкою для кожного, хто зацікавлений в заглибленні у епічні історичні битви, так само як і в доволі складні й реалістичні RPG. Фантастична річ фанатів жанру.».